# Artemisa (provinshuvudstad)
Artemisa är en provinshuvudstad i Kuba.   Den ligger i provinsen Artemisa, i den västra delen av landet, 50 km sydväst om huvudstaden Havanna. Artemisa ligger 46 meter över havet och antalet invånare är 68 073.
Terrängen runt Artemisa är platt, och sluttar söderut. Runt Artemisa är det ganska tätbefolkat, med 160 invånare per kvadratkilometer. Artemisa är det största samhället i trakten. Trakten runt Artemisa består till största delen av jordbruksmark.